# Level 5 (Judgelight)
A Level 5 (Judgelight) (stilizálva LEVEL 5 -judgelight-) a fripSide japán együttes kislemeze, amely 2010. február 17-én jelent meg Japánban a Geneon Universal Entertainment gondozásában. A dal a Toaru kagaku no Railgun animesorozat második nyitódala és a fripSide második dala a Railgun franchise-ban. A lemezen megtalálható a fripSide Memory of Snow című dala is. Mindkét dalt Jaginuma Szatosi (Sat) (a Memory of Snow dalszövegén Yuki-ka is dolgozott) írta és komponálta és Nandzsó Josino énekelte. Level 5 (Judgelight) megtalálható az Infinite Synthesis című albumon is.
A CD limitált kiadásához egy DVD is megjelent, amelyen a dal készítésének körülményeiről található egy werkfilm, illetve promóciós filmeket tartalmaz. A CD-lemez borítóján a Toaru kagaku no Railgun két főszereplője, Miszaka Mikoto és Sirai Kuroko látható.

## Számlista
| CD (GNCA-0155/GNCA-0156) | CD (GNCA-0155/GNCA-0156)              | CD (GNCA-0155/GNCA-0156)        | CD (GNCA-0155/GNCA-0156) | CD (GNCA-0155/GNCA-0156) | CD (GNCA-0155/GNCA-0156) | CD (GNCA-0155/GNCA-0156) | CD (GNCA-0155/GNCA-0156) | CD (GNCA-0155/GNCA-0156) | CD (GNCA-0155/GNCA-0156) |
| #                        | Cím                                   | Dalszöveg                       | Zene                     | Hossz                    |                          |                          |                          |                          |                          |
| ------------------------ | ------------------------------------- | ------------------------------- | ------------------------ | ------------------------ | ------------------------ | ------------------------ | ------------------------ | ------------------------ | ------------------------ |
| 1.                       | Level 5 (Judgelight)                  | Jaginuma Szatosi (Sat)          | Jaginuma Szatosi (Sat)   | 4:25                     |                          |                          |                          |                          |                          |
| 2.                       | Memory of Snow                        | Jaginuma Szatosi (Sat), Yuki-ka | Jaginuma Szatosi (Sat)   | 5:01                     |                          |                          |                          |                          |                          |
| 3.                       | Level 5 (Judgelight) (instrumentális) | –                               | Jaginuma Szatosi (Sat)   | 4:25                     |                          |                          |                          |                          |                          |
| 4.                       | Memory of Snow (instrumentális)       | –                               | Jaginuma Szatosi (Sat)   | 4:58                     |                          |                          |                          |                          |                          |
| 18:52                    |                                       |                                 |                          |                          |                          |                          |                          |                          |                          |

| 1. | Level 5 (Judgelight) (PV)     |  |
| 2. | Level 5 (Judgelight) (Making) |  |
| 3. | SPOT (In Stores Now ver.)     |  |
| 4. | SPOT (Special ver.)           |  |

## Fogadtatás
Az Level 5 (Judgelight) 2010 februárjában az Oricon kislemez eladási listáján a 4. helyen végzett.